# Leopoldine Kovarik

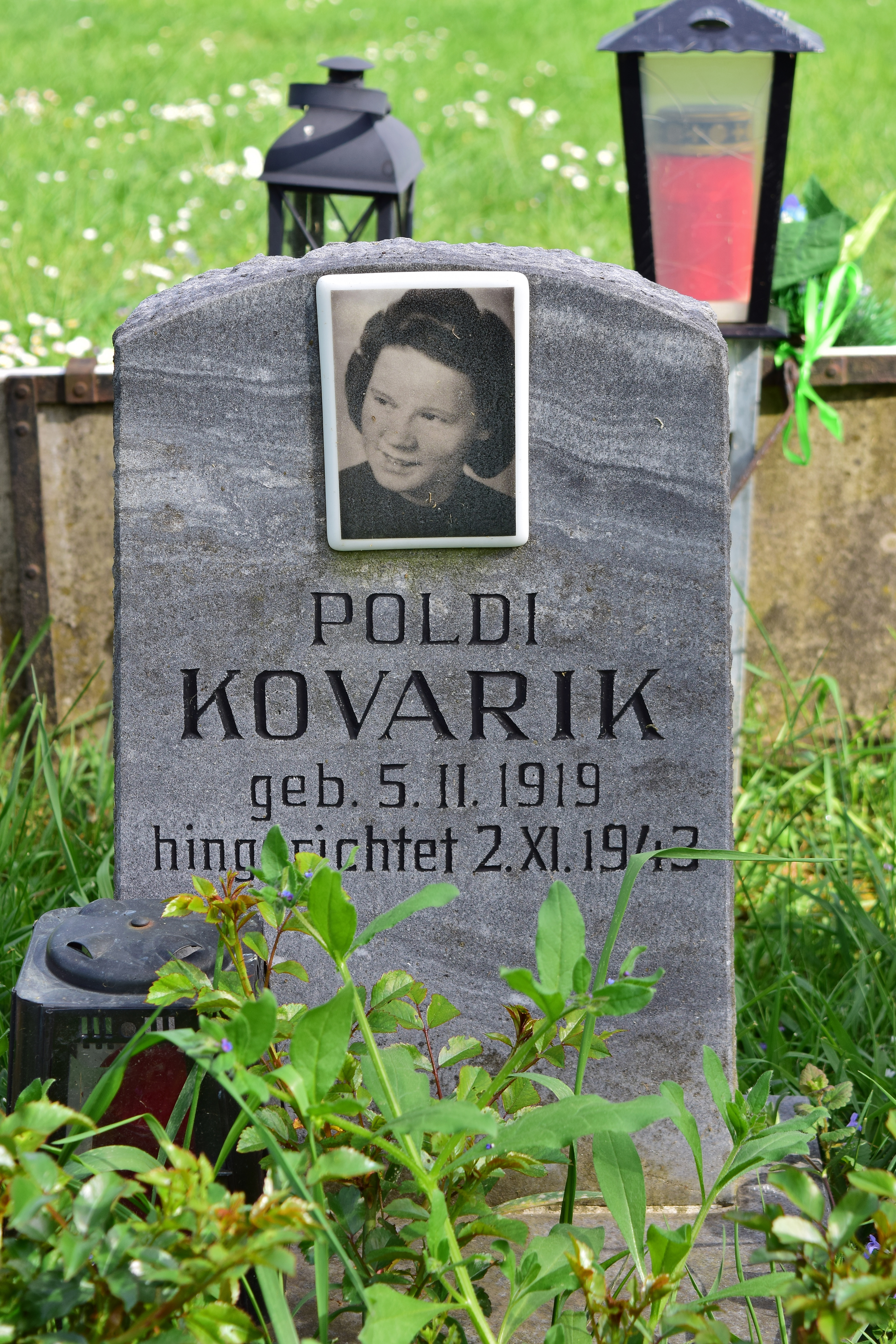
Grabstein auf dem Wiener Zentralfriedhof, Gruppe 40

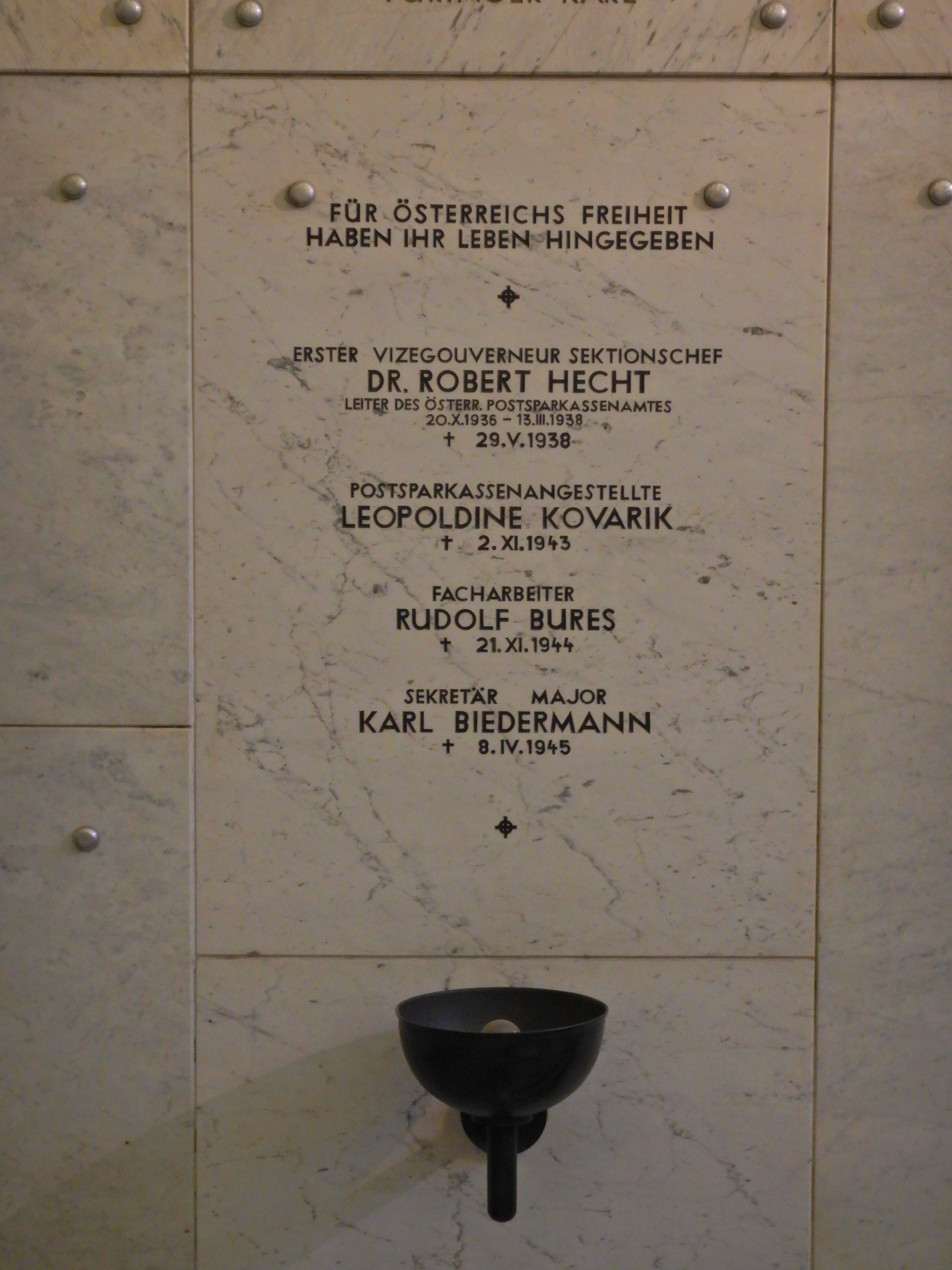
Gedenktafel im Gebäude der Österreichischen Postsparkasse

Leopoldine „Poldi“ Kovarik (* 5. Februar 1919 in Wien; † 2. November 1943 ebenda) war eine österreichische Postbeamtin und Widerstandskämpferin gegen den Nationalsozialismus. Sie wurde zum Tode verurteilt und im Alter von 24 Jahren hingerichtet.

## Leben
Kovarik engagierte sie sich bereits in der Schulzeit bei den Sozialistischen Kinderfreunden, danach in der Sozialistischen Arbeiter-Jugend. Nach der Ausrufung des Ständestaats wechselte sie zum Kommunistischen Jugendverband Österreichs (KJVÖ) und wurde deshalb zweimal vom austrofaschistischen Regime verhaftet. Nach dem Anschluss Österreichs schloss sich Kovarik der KJVÖ-Gruppe Der Soldatenrat an und organisierte in ihrer Wohnung die Schreibarbeiten für die Soldatenarbeit. Sie war auch für den Kontakt nach Graz zuständig. Kovarik wohnte in Wien-Favoriten und war bei der Postsparkasse beschäftigt.
Am 13. November 1941 wurde sie in Berlin verhaftet, am 27. September 1943 wegen „Herstellung und Verbreitung hochverräterischer, zur Versendung an Wehrmachtsangehörige bestimmter Briefe“ zum Tode verurteilt und fünf Wochen später im Landgericht Wien durch das Fallbeil hingerichtet.

## Erinnerung
An ihrem Wohnhaus Hardtmuthgasse 106 in Wien-Favoriten befand sich eine Gedenktafel, die an die Widerstandskämpferin erinnerte. Diese wurde jedoch von der Hausverwaltung im Zuge von Renovierungsarbeiten 1998 oder davor entfernt. Am 12. März 1998 gab es eine Kundgebung von Mitgliedern der KPÖ Favoriten, des KZ-Verbands Favoriten und dem Grätzlpunkt Rosa Jochmann, bei der eine provisorische Gedenktafel angebracht, die ebenfalls bald wieder entfernt wurde.
Ihr Leichnam wurde im Ehrenhain der Gruppe 40 im Wiener Zentralfriedhof bestattet.
Ihr Name findet sich auf der Gedenktafel im ehemaligen Hinrichtungsraum des Wiener Landesgerichts.